# Didier Christophe
Didier Christophe (Sainte-Colombe, 8 dicembre 1956) è un allenatore di calcio ed ex calciatore francese, di ruolo centrocampista.

## Caratteristiche tecniche
Giocatore fisico e potente, era dotato di un buon possesso di palla.

## Carriera

### Giocatore

#### Club
Didier Christophe inizia a giocare a calcio all'età di diciassette anni. Proviene da una famiglia di cestisti: suo fratello è campione di ASVEL, le sue due sorelle giocano in Nationale 1; lui gioca a pallacanestro fino all'età di 16 anni. La sua prima squadra di calcio è l'INF Vichy. Superato il provino, inizia la sua formazione sotto Gérard Banide. Dopo tre anni di giovanili e di campionato di Division 3 con l'INF, passa al Monaco e disputa otto partite con la prima squadra. Alla fine della stagione, i monegaschi vincono il girone A della Division 2 ma perdono nella finale dei gruppi contro lo Strasburgo, con un punteggio di 3-1 nelle due partite.
Nel 1979 diviene titolare, e viene impiegato come centrocampista difensivo. Il suo buon inizio di stagione lo porta ad essere eletto "Rivelazione dell'anno 1979" in prima divisione. A fine stagione i monegaschi terminano quarti in campionato e vincono la Coupe de France contro l'US Orléans; nel 1981-1982 il club vince il Campionato di Francia. Didier Christophe lascia poi il Monaco e firma per il LOSC Lille. L'annata si conclude con il Lille tredicesimo in campionato ed eliminato alle semifinali in Coupe de France; il club perde per 2-1 entrambe le partite contro il Nantes. La stagione successiva il Lille termina nono in campionato.
Più avanti, Christophe si trasferisce al Tolosa e raggiunge di nuovo le semifinali di coppa. Il Tolosa perde ai tiri di rigore nella gara di ritorno contro il PSG. Dopo un anno firma per il Rennes. Il club, venuto da una promozione in prima divisione, finisce tredicesimo nel campionato 1986 e raggiunge le semifinali della coppa di Francia, dove viene battuto 2-1 dall'Olympique Marsiglia. La seconda stagione termina con la retrocessione del club, (ultimo posto con 17 punti).
Christophe Didier si trasferisce quindi allo Stade de Reims in Division 2: raggiunge per la quinta volta con cinque squadre diverse la semifinale di Coupe de France nel 1988. Dopo un anno con il Reims firma con il Grenoble, dove termina la sua carriera professionistica nel 1990.

#### Nazionale
Le sue prestazioni sono notate da Michel Hidalgo che lo convoca nella Nazionale francese il 17 novembre 1979, quando ha solo 12 partite fra i professionisti. Christophe non gioca nella partita contro la Cecoslovacchia, e fa il suo debutto con i ‘'blues'’ la partita seguente, contro la Grecia, il 17 febbraio 1980. L'incontro che termina con una vittoria di 5-1: Didier Christophe segna un gol di testa al 63' su calcio di punizione di Michel Platini. Gioca l'ultima partita in Nazionale il 14 ottobre 1981 nella sconfitta fuori casa per 3-2 contro gli irlandesi. ma poi non è più chiamato: Michel Hidalgo preferisce convocare Jean Tigana come centrocampista difensivo.

### Allenatore
Nel 2002 diventa tecnico della formazione dell'Al-Ain, club degli Emirati Arabi Uniti.
Nel febbraio 2004 prende in mano il Bourg-Péronnas, ma non riesce a salvare la squadra, che retrocede in CFA alla fine della stagione. È stato poi assunto dal Pau, squadra di CFA, il 30 dicembre 2010: dopo una vittoria e un pareggio in campionato si è dimesso, per ragioni personali, il 2 febbraio 2011.

## Statistiche

### Presenze e reti nei club
| Stagione        | Squadra         | Campionato      | Campionato | Campionato | Coppe nazionali | Coppe nazionali | Coppe nazionali | Coppe continentali | Coppe continentali | Coppe continentali | Altre coppe | Altre coppe | Altre coppe | Totale | Totale |
| Stagione        | Squadra         | Comp            | Pres       | Reti       | Comp            | Pres            | Reti            | Comp               | Pres               | Reti               | Comp        | Pres        | Reti        | Pres   | Reti   |
| --------------- | --------------- | --------------- | ---------- | ---------- | --------------- | --------------- | --------------- | ------------------ | ------------------ | ------------------ | ----------- | ----------- | ----------- | ------ | ------ |
| 1976-1977       | Monaco          | D2              | 8          | 0          | CF              | 1               | 0               | -                  | -                  | -                  | -           | -           | -           | 9      | 0      |
| 1977-1978       | Monaco          | D1              | 0          | 0          | CF              | 0               | 0               | -                  | -                  | -                  | -           | -           | -           | 0      | 0      |
| 1978-1979       | Monaco          | D1              | 2          | 0          | CF              | 1               | 0               | -                  | -                  | -                  | -           | -           | -           | 3      | 0      |
| 1979-1980       | Monaco          | D1              | 33         | 2          | CF              | 8               | 2               | CU                 | 4                  | 1                  | -           | -           | -           | 45     | 5      |
| 1980-1981       | Monaco          | D1              | 27         | 4          | CF              | 5               | 0               | CdC                | 2                  | 0                  | -           | -           | -           | 34     | 4      |
| 1981-1982       | Monaco          | D1              | 29         | 1          | CF              | 5               | 0               | CU                 | 2                  | 0                  | -           | -           | -           | 36     | 1      |
| Totale Monaco   | Totale Monaco   | Totale Monaco   | 99         | 7          |                 | 20              | 2               |                    | 8                  | 1                  |             | -           | -           | 127    | 10     |
| 1982-1983       | Lilla           | D1              | 30         | 1          | CF              | 9               | 0               | -                  | -                  | -                  | -           | -           | -           | 39     | 1      |
| 1983-1984       | Lilla           | D1              | 30         | 3          | CF              | 1               | 0               | -                  | -                  | -                  | -           | -           | -           | 31     | 3      |
| Totale Lilla    | Totale Lilla    | Totale Lilla    | 60         | 4          |                 | 10              | 0               |                    | -                  | -                  |             | -           | -           | 70     | 4      |
| 1984-1985       | Tolosa          | D1              | 30         | 3          | CF              | 6               | 0               | -                  | -                  | -                  | -           | -           | -           | 36     | 3      |
| 1985-1986       | Rennes          | D1              | 34         | 2          | CF              | 9               | 2               | -                  | -                  | -                  | -           | -           | -           | 43     | 4      |
| 1986-1987       | Rennes          | D1              | 27         | 5          | CF              | 3               | 3               | -                  | -                  | -                  | -           | -           | -           | 30     | 8      |
| Totale Rennes   | Totale Rennes   | Totale Rennes   | 61         | 7          |                 | 12              | 5               |                    | -                  | -                  |             | -           | -           | 73     | 12     |
| 1987-1988       | Stade de Reims  | D2              | 27         | 2          | CF              | 9               | 4               | -                  | -                  | -                  | -           | -           | -           | 36     | 6      |
| 1988-1989       | Grenoble        | D2              | 22         | 2          | CF              | 3               | 0               | -                  | -                  | -                  | -           | -           | -           | 25     | 2      |
| 1989-1990       | Grenoble        | D2              | 6          | 0          | CF              | 0               | 0               | -                  | -                  | -                  | -           | -           | -           | 6      | 0      |
| Totale Grenoble | Totale Grenoble | Totale Grenoble | 28         | 2          |                 | 3               | 0               |                    | -                  | -                  |             | -           | -           | 31     | 2      |
| Totale carriera | Totale carriera | Totale carriera | 305        | 25         |                 | 60              | 11              |                    | 8                  | 1                  |             | -           | -           | 373    | 37     |

### Cronologia presenze e reti in Nazionale
| Cronologia completa delle presenze e delle reti in nazionale ― Francia | Cronologia completa delle presenze e delle reti in nazionale ― Francia | Cronologia completa delle presenze e delle reti in nazionale ― Francia | Cronologia completa delle presenze e delle reti in nazionale ― Francia | Cronologia completa delle presenze e delle reti in nazionale ― Francia | Cronologia completa delle presenze e delle reti in nazionale ― Francia | Cronologia completa delle presenze e delle reti in nazionale ― Francia | Cronologia completa delle presenze e delle reti in nazionale ― Francia |
| Data                                                                   | Città                                                                  | In casa                                                                | Risultato                                                              | Ospiti                                                                 | Competizione                                                           | Reti                                                                   | Note                                                                   |
| ---------------------------------------------------------------------- | ---------------------------------------------------------------------- | ---------------------------------------------------------------------- | ---------------------------------------------------------------------- | ---------------------------------------------------------------------- | ---------------------------------------------------------------------- | ---------------------------------------------------------------------- | ---------------------------------------------------------------------- |
| 27-2-1980                                                              | Parigi                                                                 | Francia                                                                | 5 – 1                                                                  | Grecia                                                                 | Amichevole                                                             | 1                                                                      |                                                                        |
| 26-3-1980                                                              | Parigi                                                                 | Francia                                                                | 0 – 0                                                                  | Paesi Bassi                                                            | Amichevole                                                             | -                                                                      |                                                                        |
| 23-5-1980                                                              | Mosca                                                                  | Unione Sovietica                                                       | 1 – 0                                                                  | Francia                                                                | Amichevole                                                             | -                                                                      |                                                                        |
| 18-2-1981                                                              | Madrid                                                                 | Spagna                                                                 | 1 – 0                                                                  | Francia                                                                | Amichevole                                                             | -                                                                      |                                                                        |
| 25-3-1981                                                              | Rotterdam                                                              | Paesi Bassi                                                            | 1 – 0                                                                  | Francia                                                                | Qual. Mondiali 1982                                                    | -                                                                      |                                                                        |
| 14-10-1981                                                             | Dublino                                                                | Irlanda                                                                | 3 – 2                                                                  | Francia                                                                | Qual. Mondiali 1982                                                    | -                                                                      |                                                                        |
| Totale                                                                 |                                                                        | Presenze                                                               | 6                                                                      |                                                                        | Reti                                                                   | 1                                                                      |                                                                        |